# Казанская ТЭЦ-1

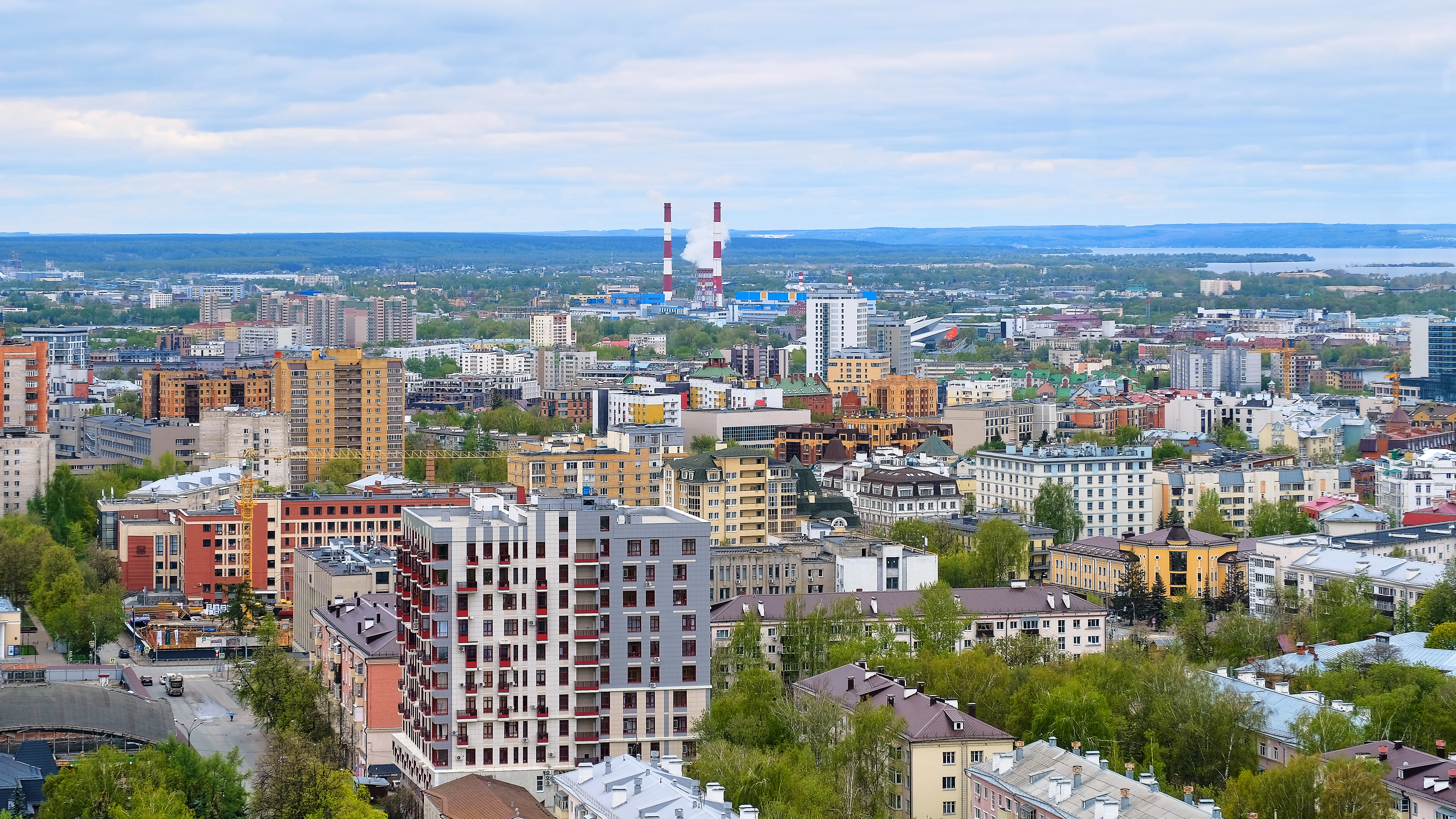
На панораме города (на дальнем плане)

Казанская ТЭЦ-1 (ранее — Казанская ГРЭС или КазГРЭС) — старейшая электростанция (теплоэлектроцентраль) Татарстана, построенная по плану ГОЭЛРО и введённая в эксплуатацию в 1933 году. Расположена в Приволжском районе Казани на берегу озера Средний Кабан. Входит в состав АО «Татэнерго».
Поставляет электрическую энергию и мощность на оптовый рынок электрической энергии и мощности. Является источником тепловой энергии для системы централизованного теплоснабжения города, а также источником пара для близлежащих промышленных предприятий. Установленная электрическая мощность — 426 МВт, тепловая — 542 Гкал/ч (1102 Гкал/ч вместе с котельными «Азино» и «Горки-2»).

## История
Казанская ТЭЦ-1 строилась по плану ГОЭЛРО и входила в число 518 ударных строек первой пятилетки. Строительство станции началось в 1930 году. Промышленная эксплуатация началась в 1933 году, мощность станции составила 20 МВт, отпуск пара потребителям — 100 тонн/ч. Появление ТЭЦ дало импульс развитию промышленности города Казани и её окрестностей.
В 1970-х годах велось строительство четвёртой очереди ТЭЦ. В 1975 и 1976 годах были введены в эксплуатацию турбогенераторы № 5 и № 6 типа ПТ-60-130 электрической мощностью по 60 МВт с котлоагрегатами типа ТГМ-84Б паропроизводительностью 420 тонн/час каждый. В 1977 году был пущен в эксплуатацию турбоагрегат № 7 типа Р-50-130 с котлоагрегатом типа ТГМ-84Б. Электрическая мощность Казанской ТЭЦ-1 достигла 225 МВт.
Расширение ТЭЦ позволило в 1978—1982 годах вывести из эксплуатации наиболее устаревшее оборудование (турбоагрегаты № 1, 2, 3 и котлоагрегаты № 1-5). Установленная электрическая мощность снизилась до 195 МВт.
В 2005 году к ТЭЦ были присоединены районные котельные «Азино» и «Горки». В 2006 году были введены в эксплуатацию две теплофикационные газотурбинные установки мощностью по 25 МВт.

### Модернизация 2015—2018 годов
В 2015 году строительство двух блоков ПГУ на Казанской ТЭЦ-1 единичной мощностью 115 МВт с обязательством по вводу в эксплуатацию в конце 2018 года было включено в перечень генерирующих объектов, с использованием которых будет осуществляться поставка мощности по договорам о предоставлении мощности (ДПМ), гарантирующим инвесторам возврат вложенных инвестиций. В отличие от других объектов ДПМ новые блоки Казанской ТЭЦ-1 не входили в первоначальный перечень, площадки по договорённости с КЭС-Холдингом (ныне — Т Плюс) были перенесены из города Березники Пермского края (проект Новоберезниковской ТЭЦ). Вместе с договором ДПМ была передана проектная документация и ранее закупленное основное оборудование, в том числе газовые и паровые турбины, генераторы к ним и котлы-утилизаторы. Строительство финансируется по программе проектного финансирования с предоставлением государственных гарантий.
В торжественной церемонии закладки памятного камня на месте строительства новых блоков, прошедшей 21 декабря 2015 года, приняли участие Президент Татарстана Рустам Нургалиевич Минниханов и заместитель министра энергетики России Вячеслав Михайлович Кравченко.
29 августа 2018 года парогазовая установка ПГУ-230 была торжественно принята в эксплуатацию.

## Текущее состояние
Установленная электрическая мощность Казанской ТЭЦ-1 составляет 426 МВт, тепловая — 542 Гкал/ч (1102 Гкал/ч вместе с котельными «Азино» и «Горки-2»).
ТЭЦ функционирует на оптовом рынке электрической энергии и мощности в объединённой энергосистеме Средней Волги. Является источником тепловой энергии для системы централизованного теплоснабжения центральной и южной частей города, а также источником пара для завода синтетического каучука, завода резинотехнических изделий, Нэфис Косметикс и других предприятий Южного промышленного района.
Основным видом топлива для ТЭЦ-1 является природный газ, резервное топливо — мазут.

## Перечень основного оборудования
| Агрегат                                    | Тип                       | Изготовитель                                     | Количество | Ввод в эксплуатацию     | Основные характеристики | Основные характеристики | Источники           |
| Агрегат                                    | Тип                       | Изготовитель                                     | Количество | Ввод в эксплуатацию     | Параметр                | Значение                | Источники           |
| ------------------------------------------ | ------------------------- | ------------------------------------------------ | ---------- | ----------------------- | ----------------------- | ----------------------- | ------------------- |
| Оборудование паротурбинных установок       |                           |                                                  |            |                         |                         |                         |                     |
| Паровой котёл                              | ТГМ-84Б                   | Таганрогский котельный завод «Красный котельщик» | 3          | 1975 г. 1976 г. 1977 г. | Топливо                 | газ                     | [ 13 ] [ 14 ]       |
| Паровой котёл                              | ТГМ-84Б                   | Таганрогский котельный завод «Красный котельщик» | 3          | 1975 г. 1976 г. 1977 г. | Производительность      | 420 т/ч                 | [ 13 ] [ 14 ]       |
| Паровой котёл                              | ТГМ-84Б                   | Таганрогский котельный завод «Красный котельщик» | 3          | 1975 г. 1976 г. 1977 г. | Параметры пара          | кгс/см2, °С             | [ 13 ] [ 14 ]       |
| Паровая турбина                            | ПТ-60-130/13/1,2          | Ленинградский металлический завод                | 1          | 1975 г.                 | Установленная мощность  | 35,5 МВт                | [ 13 ] [ 14 ]       |
| Паровая турбина                            | ПТ-60-130/13/1,2          | Ленинградский металлический завод                | 1          | 1975 г.                 | Тепловая нагрузка       | 79 Гкал/ч               | [ 13 ] [ 14 ]       |
| Паровая турбина                            | ПТ-60-130/13/1,2          | Ленинградский металлический завод                | 1          | 1976 г.                 | Установленная мощность  | 43,5 МВт                | [ 13 ] [ 14 ]       |
| Паровая турбина                            | ПТ-60-130/13/1,2          | Ленинградский металлический завод                | 1          | 1976 г.                 | Тепловая нагрузка       | 96 Гкал/ч               | [ 13 ] [ 14 ]       |
| Паровая турбина                            | Р-20-130/13               | Ленинградский металлический завод                | 1          | 1977 г.                 | Установленная мощность  | 20 МВт                  | [ 13 ] [ 14 ]       |
| Паровая турбина                            | Р-20-130/13               | Ленинградский металлический завод                | 1          | 1977 г.                 | Тепловая нагрузка       | 106 Гкал/ч              | [ 13 ] [ 14 ]       |
| Оборудование газотурбинной ТЭЦ             |                           |                                                  |            |                         |                         |                         |                     |
| Газовая турбина                            | ГТД НК-37                 | «Моторостроитель»                                | 2          | 2006 г.                 | Топливо                 | газ                     | [ 13 ] [ 15 ]       |
| Газовая турбина                            | ГТД НК-37                 | «Моторостроитель»                                | 2          | 2006 г.                 | Мощность                | 20 МВт                  | [ 13 ] [ 15 ]       |
| Газовая турбина                            | ГТД НК-37                 | «Моторостроитель»                                | 2          | 2006 г.                 | tвыхлопа                | 470 °C                  | [ 13 ] [ 15 ]       |
| Котёл-утилизатор                           | К-35/3,0-284-461 ТКУ-13   | Таганрогский котельный завод «Красный котельщик» | 2          | 2006 г.                 | Тепловая мощность       | 569,6 Гкал/ч            | [ 13 ] [ 15 ] [ 4 ] |
| Оборудование парогазовой установки ПГУ-230 |                           |                                                  |            |                         |                         |                         |                     |
| Газовая турбина                            | PG6111FA                  | General Electric                                 | 2          | 2018 г.                 | Топливо                 | газ                     | [ 13 ]              |
| Газовая турбина                            | PG6111FA                  | General Electric                                 | 2          | 2018 г.                 | Установленная мощность  | 77 МВт                  | [ 13 ]              |
| Газовая турбина                            | PG6111FA                  | General Electric                                 | 2          | 2018 г.                 | tвыхлопа                | 600 °C                  | [ 13 ]              |
| Паровой котёл                              | Ед-160/14-9,0/0,7-525/210 | «ЭМАльянс»                                       | 2          | 2018 г.                 | Топливо                 | выхлоп ГТД              | [ 13 ]              |
| Паровой котёл                              | Ед-160/14-9,0/0,7-525/210 | «ЭМАльянс»                                       | 2          | 2018 г.                 | Производительность      | 160 т/ч                 | [ 13 ]              |
| Паровой котёл                              | Ед-160/14-9,0/0,7-525/210 | «ЭМАльянс»                                       | 2          | 2018 г.                 | Параметры пара          | 140 кгс/см2, 525 °С     | [ 13 ]              |
| Паровая турбина                            | КТ-46-8,8                 | Уральский турбинный завод                        | 2          | 2018 г.                 | Установленная мощность  | 46 МВт                  | [ 13 ]              |
| Паровая турбина                            | КТ-46-8,8                 | Уральский турбинный завод                        | 2          | 2018 г.                 | Тепловая нагрузка       | 54,5 Гкал/ч             | [ 13 ]              |
| Водогрейное оборудование                   |                           |                                                  |            |                         |                         |                         |                     |
| Водогрейный котёл                          | ПТВМ-50                   |                                                  | 2          | 1972 г.                 | Топливо                 |                         | [ 13 ]              |
| Водогрейный котёл                          | ПТВМ-50                   | Тепловая мощность                                | 2          | 1972 г.                 | 50 Гкал/ч               |                         | [ 13 ]              |